# 1964 au Yukon
Chronologie du Yukon
- 1960
- 1961
- 1962
- 1963
- 1964
- 1965
- 1966
- 1967
- 1968

Cette page concerne des événements d'actualité qui se sont produits durant l'année 1964 dans le territoire canadien du Yukon.

## Politique
- Commissaire : Gordon Robertson Cameron
- Législature : 19e puis 20e

## Événements
- Février : Fondation du festival Yukon Sourdough Rendezvous.
- 8 septembre : Vingt-quatrième élection générale yukonnaise (en).